# Parathyma perius
Parathyma perius är en fjärilsart som beskrevs av Carl von Linné 1758. Parathyma perius ingår i släktet Parathyma och familjen praktfjärilar. Inga underarter finns listade i Catalogue of Life.